# Аннія Аврелія Фаділла
Аннія Аврелія Фаділла (лат. Annia Aurelia Fadilla; 159 —після 212) — матрона, політик часів Римської імперії.

## Життєпис
Походила з династії Антонінів. Донька імператора Марка Аврелія та Фаустіни Молодшої. Замолоду вийшла заміж за Марка Плавція Квінтілла, консула 177 року.
За володарювання свого брата Коммода мала значний вплив на імператора, також її чоловік був одним з довірених радників Коммода. У 189 році Фаділла попередила імператора про змову проти нього. Також вона сприяла поваленню Клеандра у 190 році.
У 192 році, після вбивства Коммода, намагалася зробити свого чоловіка новим імператором, проте невдало. В подальшому декілька разів намагалася отримати імператорський трон для Квінтілла. У 205 році за наказом імператора  Септимія Севера чоловік Фаділли наклав на себе руки.
За правління імператора Каракалли ймовірно підтримувала його брата Гету. Тому у 212 році (після вбивства Гети) за наказом Каракалли Фаділлу було страчено.

## Родина
Чоловік — Марк Педуцей Плавцій Квінтілл, консул 177 року
Діти:
- Плавцій Квінтілл
- Плавція Сервілла